# Oscar Ortubé
Juan Oscar Ortubé Vargas (né à La Paz le 24 mai 1944 et mort le 1er janvier 2024 à Buenos Aires) est un arbitre de football bolivien, international de 1970 à 1991.

## Carrière
Il a officié dans des compétitions majeures : 
- Coupe du monde de football des moins de 16 ans 1985 (1 match)
- Coupe du monde de football des moins de 16 ans 1987 (1 match)
- Copa América 1989 (1 match)
- Copa América 1991 (2 matchs)